# فلينستون (فلم)
فلينستون (بالإنجليزية: The Flintstones) هو فيلم كوميدي أمريكي صدر عام 1994 من إخراج بريان ليفانت وكتبه توم إس باركر وجيم جينوين وستيفن إي دي سوزا. وهو عبارة عن تعديل مباشر للصورة المتحركة لمسلسل تلفزيوني متحرك من 1960 إلى 1966.

## روابط خارجية
- مقالات تستعمل روابط فنية بلا صلة مع ويكي بيانات